# President de Palau
El President de la República de Palau és el cap d'estat i cap de govern de Palau. El president és elegit directament per un període de quatre anys i pot ser renovable una vegada. El càrrec fou creat l'any 1981, quan Palau va esdevindre un estat lliure associat dels Estats Units d'Amèrica. Actualment i des de 2013, el president és Thomas Remengesau fill.

## Llista de Presidents
| Nom                                                                                             | Nom                   | Retrat | Naixement i mort                       | Inici de mandat      | Fi de mandat                            | Partit      |
| ----------------------------------------------------------------------------------------------- | --------------------- | ------ | -------------------------------------- | -------------------- | --------------------------------------- | ----------- |
| 1                                                                                               | Haruo Remeliik        |        | 1933-1985 Peleliu-Koror                | 2 de març de 1981    | 30 de juny de 1984 (4 anys, 120 dies)   | Independent |
| Durant aquest interval, el vicepresident Thomas Remengesau Sr. va ser el president en funcions. |                       |        |                                        |                      |                                         |             |
| 2                                                                                               | Alfonso Oiterong      |        | 1924-1994 Aimeliik                     | 2 de juliol de 1985  | 25 d'octubre de 1985 (0 anys, 115 dies) | Independent |
| 3                                                                                               | Lazarus Salii         |        | 1936-1988 Angaur-Koror                 | 25 d'octubre de 1985 | 20 d'agost de 1988 (2 anys, 300 dies)   | Independent |
| 4                                                                                               | Thomas Remengesau Sr. |        | 1929 Koror                             | 20 d'agost de 1988   | 1 de gener de 1989 (0 anys, 134 dies)   | Independent |
| 5                                                                                               | Ngiratkel Etpison     |        | 1925-1997 Koror-Riverside (Califòrnia) | 1 de gener de 1989   | 1 de gener de 1993 (4 anys, 0 dies)     | Independent |
| 6                                                                                               | Kuniwo Nakamura       |        | 1943 Koror                             | 1 de gener de 1993   | 1 de gener de 2001 (8 anys, 0 dies)     | Independent |
| 7                                                                                               | Thomas Remengesau Jr. |        | 1956 Koror                             | 1 de gener de 2001   | 15 de gener de 2009 (8 anys, 14 dies)   | Independent |
| 8                                                                                               | Johnson Toribiong     |        | 1946 Airai                             | 15 de gener de 2009  | 17 de gener de 2013 (4 anys, 2 dies)    | Independent |
| 9 (7)                                                                                           | Thomas Remengesau Jr. |        | 1956 Koror                             | 17 de gener de 2013  | En el càrrec                            | Independent |